# Эвенкит
Эвенкит (англ. Evenkite) — органический минерал, смесь гомологов предельных углеводородов. Назван по месту первой находки в Эвенкии.

## Свойства
Эвенкит — прозрачный минерал, бесцветный или белого, иногда желтоватого цветов. Имеет низкую твердость по шкале Мооса — 1. Встречается в виде зерен и вкраплений в пустотах кварцевых жил. Эвенкит открыт в 1953 году в Эвенкии (Хавокиперские скалы на реке Нижняя Тунгуска).

## Название на других языках
- нем. Evenkit;
- исп. Evenkita;
- англ. Evenkite.